# Hidekazu Shoda
Hidekazu Shoda –en japonés, 生田 秀和, Shoda Hidekazu– (15 de agosto de 1978) es un deportista japonés que compitió en judo. Ganó dos medallas en el Campeonato Asiático de Judo en los años 2004 y 2005.

## Palmarés internacional
| Campeonato Asiático | Campeonato Asiático  | Campeonato Asiático | Campeonato Asiático |
| Año                 | Lugar                | Medalla             | Categoría           |
| ------------------- | -------------------- | ------------------- | ------------------- |
| 2004                | Almatý (Kazajistán)  | Medalla de bronce   | Abierta             |
| 2005                | Taskent (Uzbekistán) | Medalla de plata    | +100 kg             |